# Loro Parque
Loro Parque es un zoológico y una colección de plantas tropicales de propiedad privada, situado en el Puerto de la Cruz (Tenerife, Canarias, España). El Grupo Loro Parque es también una empresa que gestiona algunos de los más importantes parques temáticos de Canarias, tales como el Siam Park y el Acuario Poema del Mar.

## Historia
El Loro Parque fue creado en 1970 por los alemanes Wolfgang Kiessling y su padre. El 17 de diciembre de 1972 el parque abrió oficialmente sus puertas al público. En sus inicios disponía de una superficie de unos 13.000 m² en las que se reproducía el hábitat natural de los animales, más de 150 papagayos y el primer espectáculo de loros de Europa. En la actualidad la extensión del parque es de 135.000 m². Desde su inauguración, Loro Parque ha recibido casi 55 millones de visitantes. Ha sido reconocido por dos años consecutivos como Mejor Zoológico del Mundo por TripAdvisor. 

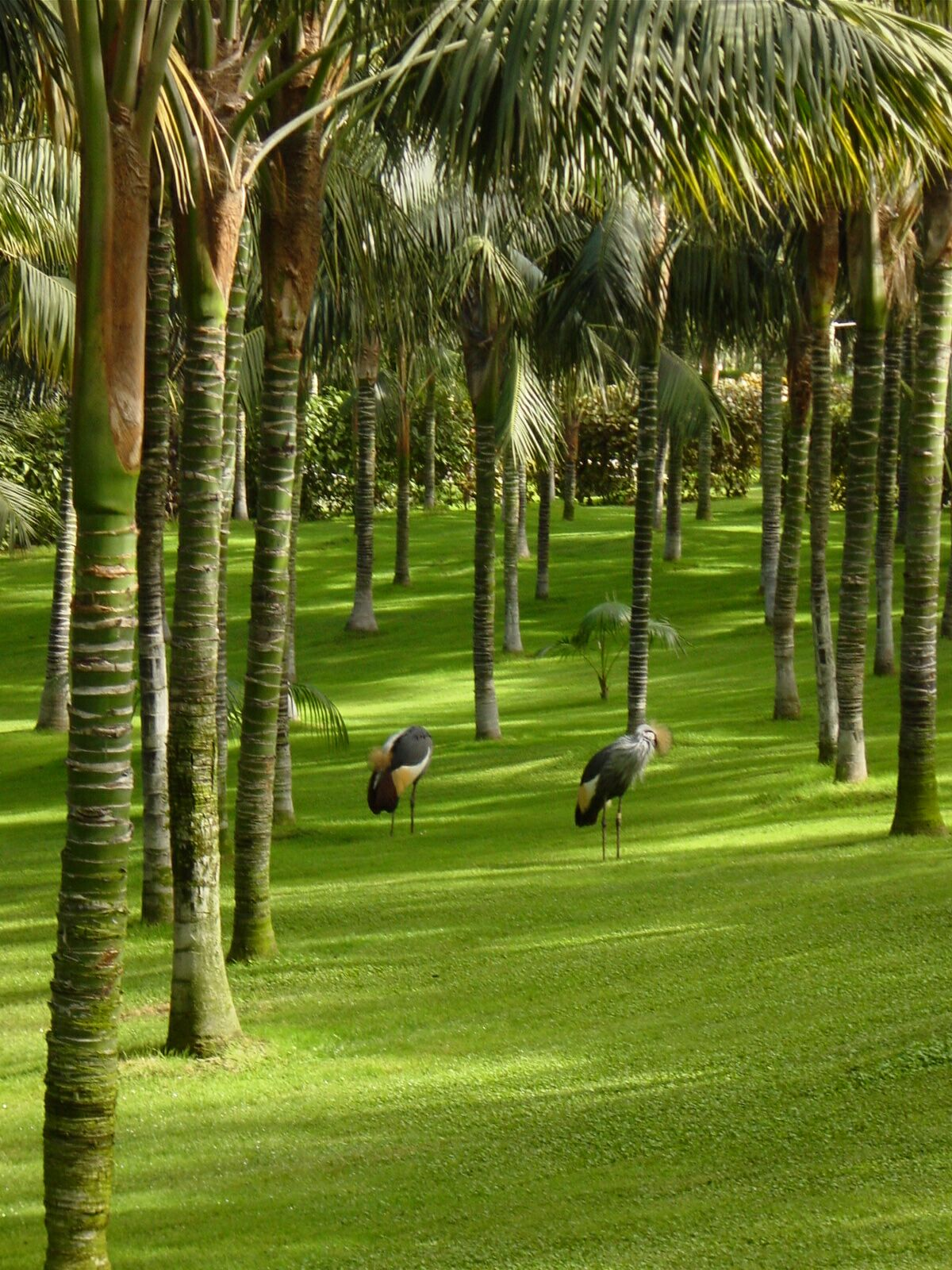
Grullas Coronadas en Loro Parque.

### Cronografía
- 1972 - Inauguración del Loro Parque con más de 150 papagayos y el primer espectáculo de loros en Europa.[8]
- 1978 - Aumento de la superficie del parque hasta los 35.000 m² y llegada de los primeros animales de otras especies: aligatores y tortugas.
- 1982 - Construcción de Loro Visión, llegada de los chimpancés[9]y ampliación de la superficie hasta los 60.000 m².
- 1983 - Construcción del centro de crianza con 100 aviarios.
- 1986 - Celebración de la primera edición del Congreso Internacional de Papagayos[10]
- 1987 - Inauguración del delfinario más grande de Europa.[8]
- 1989 - Apertura del Orquidiario y del recinto de los aligatores.
- 1990 - El Mercado de Gambia abre sus puertas.
- 1991 - Apertura de la Isla del Tigre con  tigres de bengala.
- 1992 - Ampliación del parque hasta los 135.000 m²: inauguración del recinto de gorilas, acuario, leones marinos, restaurante “Choza del Duque” y el museo de papagayos de porcelana.[11]
- 1993 - Inauguración del poblado tailandés por la princesa Galyani Vadhana, el museo de porcelana, el parque infantil y el restaurante Choza de los Duques.
- 1993 - Inauguración del recinto de los gorilas y el acuario,
- 1993 - Empieza a funcionar el tren gratuito para el transporte de visitantes.
- 1994 - Se constituye Loro Parque Fundación, ONG dedicada a la conservación de las especies y sus hábitats.[12]
- 1996 - Naturavisión reemplaza Loro Visión.
- 1997 - Inauguración del Palacio Árabe y la instalación de los monos tití .
- 1998 - Inauguración del nuevo recinto Chimpland. Inauguración del restaurante Casa Pepe.
- 1999 - Inauguración de Planet Penguin. 7000 bogas habitan en el cilindro de metacrilato más grande del mundo.[8] Gabriela von Humboldt inaugura el recinto de los pingüinos de Humboldt.
- 2000 - Nueva instalación para los aligatores.
- 2001 - Comienza a funcionar el Discovery Tour. Inauguración del recinto de iguana rinoceronte y tortuga de Galápagos.
- 2002 -Inauguración del recinto de los jaguares
- 2004 - Inauguración de la clínica veterinaria Villa Colina.
- 2005 - Inauguración de Kinderlandia.
- 2006 - Inauguración de OrcaOcean. Inauguración del centro educativo Aula del Mar y la llegada de las orcas.
- 2007 - Construcción de un gran aviario para Loris en vuelo libre.
- 2009 - Inauguración de Katandra Treetops.
- 2010  - Inauguración de los suricatas
- 2014 - Inauguración del recinto de los perezosos, los capibaras y los coatíes
- 2014 - Inauguración del recinto de osos hormigueros.
- 2015 - Inauguración del recinto de pandas rojos.
- 2016 - Inauguración de Animal Embassy y Aqua Viva.
- 2016  - Inauguración de las nutrias
- 2017 - Inauguración del recinto de leones
- 2018 - Inauguración de Jardín Zen.
- 2018 - Inauguración del recinto de los hipopótamos pigmeos.[13]
- 2018 - Inauguración del recinto de los lémures de cola anilladas.[14]
- 2020 - pandemia en el parque
- 2021 - Lo abren de nuevo
- 2022 - 50 Aniversario
- 2023 - Inauguración del recinto de los murciélagos

## Instalaciones

### Animales

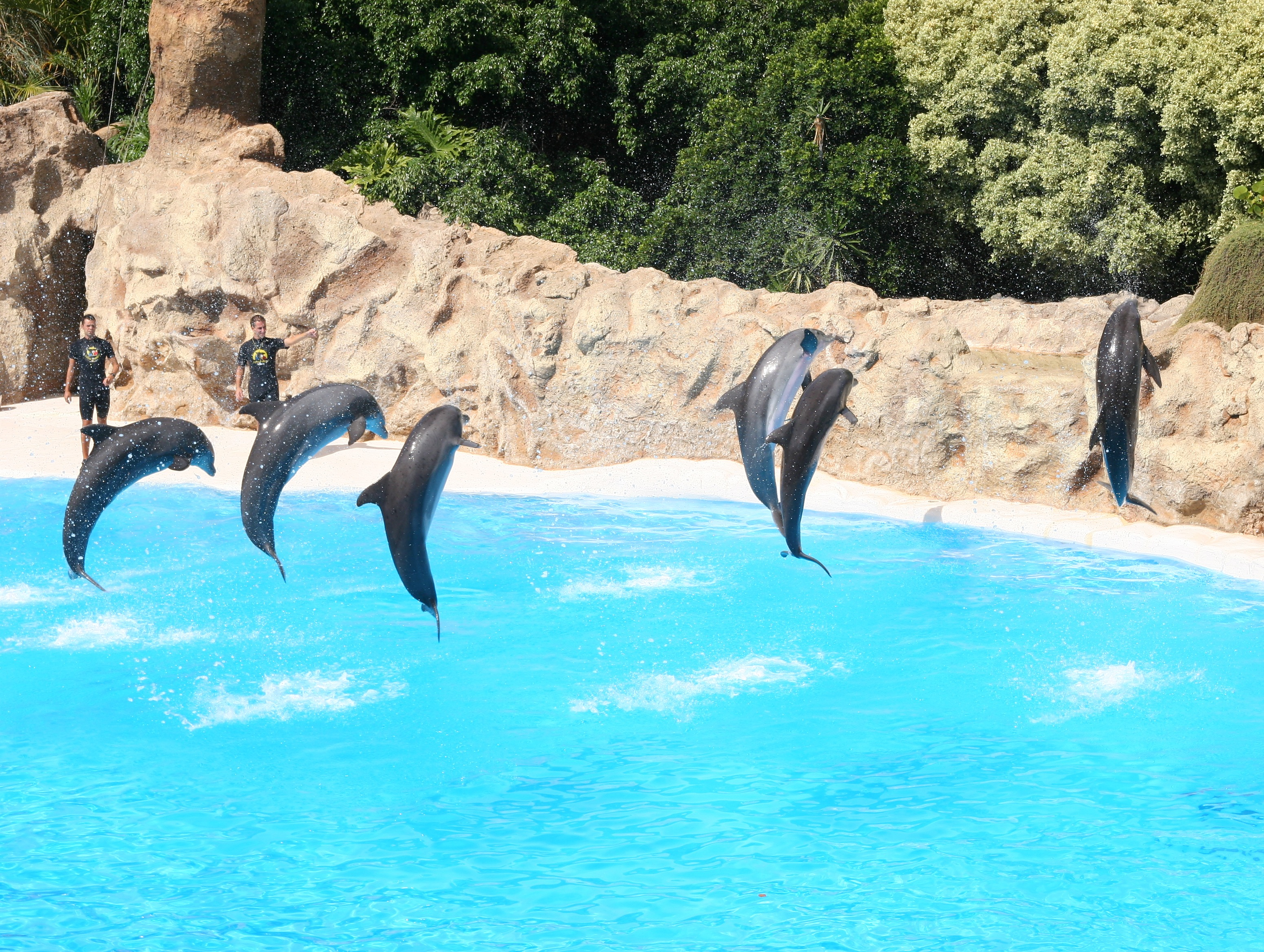
Un espectáculo con delfines en el Loro Parque.

Estas son las clases de animales que hay:
- Aligátor Americano
- Armadillo
- Capibaras
- Chimpancés
- Coatíes
- Corales
- Delfines
- Frailecillos
- Flamencos
- Gorilas
- Grullas coronadas
- Hipopótamos pigmeos
- Iguanas
- Jaguares
- Lémures
- Leones africanos
- Leones marinos
- Loros
- Murciélagos fruteros
- Medusas
- Nutrias
- Orcas
- Osos Hormigueros
- Panda rojo
- Perezosos
- Pingüinos Polares
- Pingüinos de Humboldt
- Suricatas
- Tamarinos
- Tiburones
- Tigres
- Titís
- Tortuga gigante de las Galápagos
- Tortuga de espolones africana

### Espectáculos
Loro Parque tiene varios espectáculos con animales. El parque tiene desde 1984 el primer espectáculo de papagayos en vuelo libre de Europa.
En el 2021 y el 2022 los espectáculos se acortaron hasta durar 20 minutos cada uno.
- Delfinario (Delfines): 11:15, 13:00, 16:15
- Leones Marinos: 10:00, 11:00, 13:45, 14:30, 15:45
- Loro Show (Loros): 10:45, 12:30, 14:30, 15:30, 16:45
- Orca Ocean (Orcas): 11:45, 15:15

### Vegetación
El parque está repleto de exuberante y frondosa vegetación. Dispone de tres áreas con vegetación particular:
- Jungla Ara: la zona más antigua de Loro Parque. Ficus, hiedras, palmeras y muchas otras especies de árboles. Un ambiente húmedo, como si fuese una jungla, con el canto de las diferentes especies de guacamayos que habitan en el recinto.
- Ficus: Un árbol originario de Australia que fue plantado en 1976.
- Orquidiario: jardín de flores aromáticas.

## Compromiso con el medio ambiente

### Residuos plásticos
En 2018, Loro Parque implementó una estrategia para la eliminación del plástico de un solo uso de sus instalaciones. La estrategia incluye la sustitución de botellas de agua de plástico de un solo uso por otras biodegradables y compostables.
Loro Parque y Poema del Mar trabajan con la Comisión Europea y con el Programa de las Naciones Unidas para el Medio Ambiente en la puesta en marcha de una coalición de acuarios que luche contra la contaminación plástica de los océanos. Esta coalición planea  modificar sus políticas permanentemente con el fin de erradicar todos los artículos de plástico de un solo uso de sus instalaciones.

### Cultivos ecológicos
Loro Parque abastece las necesidades de sus animales con una producción propia de cultivos ecológicos registrada en el Instituto Canario de Calidad Agroalimentaria. Los alimentos están tratados ecológicamente, usando depredadores que acaban de forma natural con insectos nocivos para la producción. Esto permite evitar insecticidas que puedan dejar residuos en vegetales y frutas. Han recuperado plantaciones de la antigua papa canaria para ofrecerla en sus restaurantes.

### Energías renovables
Disponen de una planta propia de energía fotovoltaica ubicada en el sur de Tenerife que cuenta con 2,75 MW de potencia que genera más de 4,15 MWh anuales de energía, lo que supone dejar de emitir de 2,2 toneladas de CO2 a la atmósfera cada año.

### Reciclaje
Disponen cinco puntos de recogida de residuos donde se depositan de forma separada facilitando su recogida y posterior tratamiento.

## Investigación y conservación
En el año 1994, Loro Parque creó Loro Parque Fundación, una ONG dedicada a la conservación de las especies animales y sus hábitats.La entidad ha invertido más de 26 millones de dólares en más de 210 proyectos de conservación en todo el mundo, dando como resultado la salvación de 12 especies de loros de la extinción.
Asimismo, en la Fundación se encuentra una de la sede del Instituto Max-Planck de Inteligencia Animal. Donde investigadores provenientes de todo el mundo realizan investigaciones enfocadas en la mente animal y su comportamiento.
Fue el primer zoológico del mundo en recibir el certificado Animal Embassy en 2008.
Colabora con la Comisión Europea y con el Programa de las Naciones Unidas para el Medio Ambiente para la puesta en marcha de una coalición de acuarios que luche contra la contaminación causada por los plásticos.
Lidera el proyecto CanBio, cofinanciado con el Gobierno de Canarias, para el estudio del cambio climático, la acidificación oceánica y sus efectos sobre la biodiversidad marina de Canarias y Macaronesia; midiendo especialmente sus efectos sobre cetáceos, tortugas marinas, tiburones y rayas.  Colabora con grupos de investigación de la Universidad de La Laguna y la Universidad de Las Palmas de Gran Canaria; y también con las ONG ElasmoCan y AVANFUER.

### En la Asociación Europea de Zoos y Acuarios

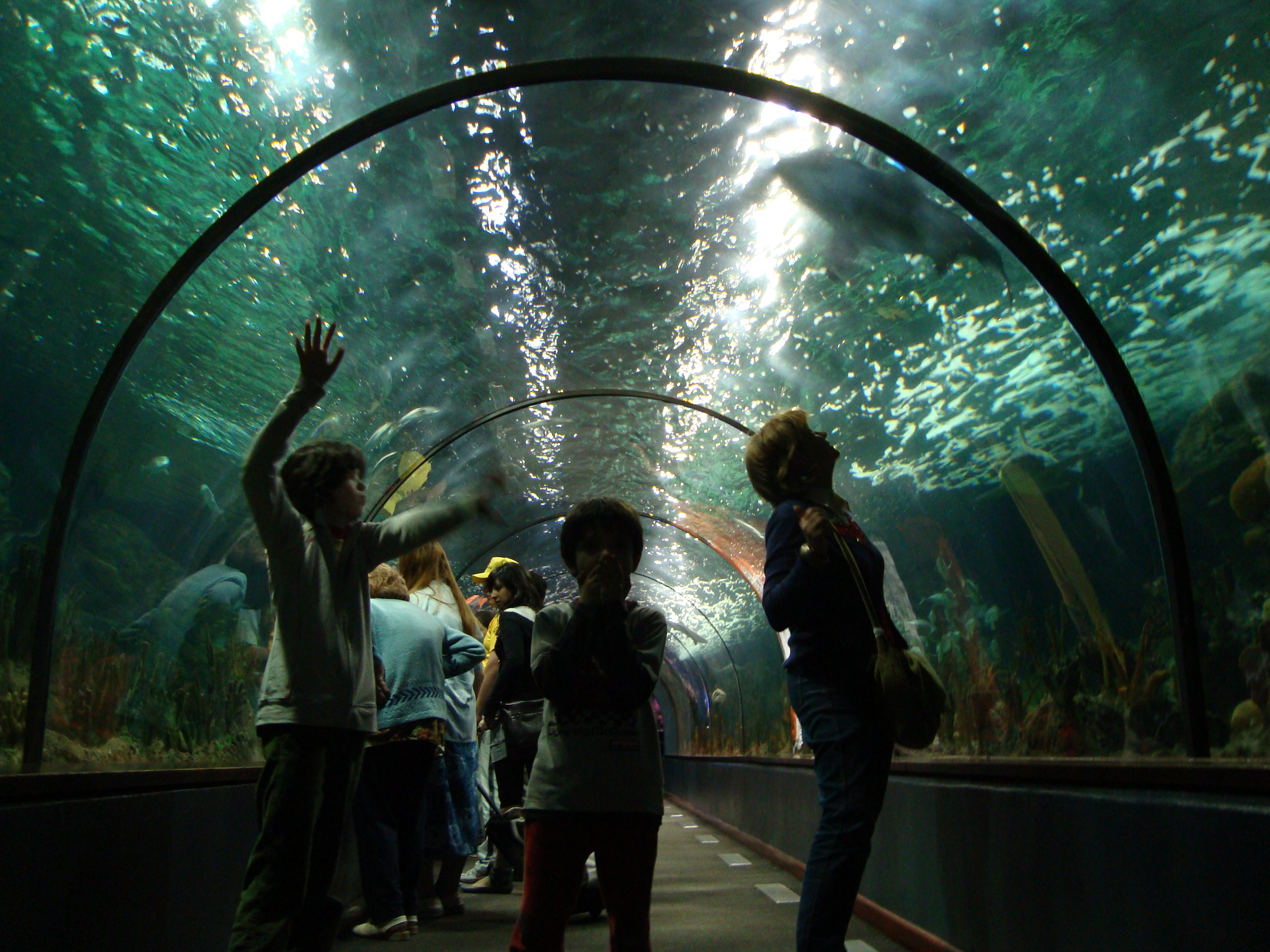
Acuario Loro Parque (Tenerife)

El parque ha participado en los programas europeos de cría de especies amenazadas (EEP) de las siguientes especies:
- Amazona autumnalis lilacina (loro cariamarillo)
- Amazona viridigenalis (amazona de corona roja)
- Anodorhynchus hyacinthinus (Guacamayo jacinto)
- Ara ambiguus (gran guacamayo verde)
- Ara glaucogularis (guacamayo de barba azul)
- Ara rubrogenys (guacamayo dorado)
- Aratinga guarouba (periquito amarillo)
- Cacatua haematuropygia (cacatúa filipina)
- Cacatua moluccensis (cacatúa de las Molucas)
- Callithrix geoffroyii (tití de cabeza blanca)
- Gorilla gorilla gorilla (gorila occidental de llanura)
- Pan troglodytes (chimpancé)
- Rhynchopsitta pachyrhyncha (cotorra serrana occidental)
- Saguinus imperator subgrisescens (tití emperador)
- Saguinus midas (tamarino midas)
- Spheniscus humboldti (pingüino de Humboldt)
- Tursiops truncatus (delfín mular)

También ha participado en los libros genealógicos europeos (ESB) de las siguientes especies:
- Amazona brasiliensis (amazona brasileña)
- Amazona pretrei (loro llorón)
- Amazona rhodocorytha (amazona de frente roja)
- Aptenodytes patagonicus (pingüino rey)
- Cacatua ophthalmica (cacatúa de ojos azules)
- Cacatua sulphurea citrinocristata (cacatúa sulfúrea)
- Choloepus didactylus (perezoso de dos dedos de Linnaeus)
- Eos histrio (Lori de las Sangihe)
- Eudyptes chrysocome (pingüino de penacho amarillo)
- Geochelone nigra (tortuga gigante de las Galápagos)
- Nestor notabilis (kea)
- Panthera onca (jaguar)
- Pygoscelis papua (pingüino papúa)
- Trichoglossus johnstoniae johnstoniae (lori de Mindanao)

En julio de 2008, EAZA desarrolló un nuevo Plan Regional de Colecciones para psitácidas (Psittacidae) y el Loro Parque alojó el taller correspondiente.

### Publicaciones y congresos
Organizadores de las diez ediciones del Congreso Internacional de Papagayos (1986, 1990, 1994, 1998, 2002, 2006, 2010, 2014, 2018, 2022).
Organizadores de dos ediciones de la Conferencia de la Asociación Europea para Mamíferos Marinos (1989 y 2003).
En 2011 estrenaron el documental Planet Life para su espectáculo Naturavision.

### Reproducción en cautividad
Además de los programas de cría citados, se reproducen en el parque:
- Anodorhynchus leari (guacamayo de Lear)[8]
- Orcinus orca (primer ejemplar nacido en cautividad en España)[30][cita requerida]
- Lemur catta (lémur de cola anillada)[31]

## Críticas
La organización InfoZoos incluyó a Loro Parque entre los zoológicos denunciados a la Comisión Europea por no cumplir con la ley 31/2003 del Ministerio de Medio Ambiente que regula la conservación de la fauna silvestre en los parques zoológicos, insinuando que los Zoológicos de Canarias estaban en situación irregular. Loro Parque tramitó su autorización bajo la ley 31/2003 ante la administración del Estado en año 2004, dentro del plazo que establecía la norma, y se autorizó ante la administración de la comunidad autónoma de Canarias desde el momento que esta comenzó a realizar las actividades de inspección y autorización de zoológicos en virtud de sus competencias.
El 24 de diciembre de 2009, Alexis Martínez, entrenador de la Orca "Keto", murió como consecuencia del ataque de esta como así queda testificado por la autopsia judicial del cadáver del entrenador, a pesar de las declaraciones del parque en sentido contrario. Esta muerte sucedió pocos meses antes de la muerte de otra entrenadora de Orcas en el parque de Orlando, Florida, Seaworld.